# Grupo editorial Mundos Épicos
Mundos Épicos Grupo Editorial era una empresa editora española con sedes en Orihuela (Alicante) y Málaga, que contaba con dos sellos editoriales: Mundos Épicos (especializado en literatura fantástica) y Sueños de Papel (para el resto de temáticas). Posteriormente fundaron otro sello editorial llamado DarkGame para la publicación de Libro-Juegos, el cual también derivo a la publicación de videojuegos para varias plataformas. 

## Características
Mundos Épicos Grupo Editorial publica obras tanto de escritores consolidados como de nuevos autores, con el objetivo de ensalzar el género fantástico.

## Historia
Mundos Épicos se funda en febrero de 2008 por Joaquín Martínez, persona vinculada al sector del libro y el autor David Velasco, escritor español de literatura fantástica, actualmente máximo exponente en español del subgénero Libro-Juego.
La ley de las sombras, del autor Juan Silva, es el primer título que sale al mercado bajo este sello editorial especializado en fantasía.
En junio de 2008 sale a la venta Los Héroes Malditos, de Alfonso Cea, obra con la que se inaugura una nueva colección titulada Serie Épica.
El legado de los caminantes, de Daniel M. Parra, abre la colección Serie Joven. Y con El triángulo vikingo de Amando Lacueva se iniciaría poco después la Serie Mítica. 
A partir de ese momento, nuevas obras, como Las tierras de Meed, Los manuscritos de Neithel, El espíritu de la espada, `El caso del hada falsamente ahogada, etc., engrosarían las diferentes colecciones.

Durante todo Septiembre de 2014 desde la web oficial de la editorial como en sus redes sociales se viene anunciando el cierre de la misma, motivado por la falta de rentabilidad de la literatura fantástica en aquellos momentos. Finalmente, el 7 de octubre de 2014, se hizo oficial el cese de la actividad y se cerraron tanto la web como sus redes sociales.

## Enlaces
- Web de Mundos Épicos
- Mundos Épicos echa el cierre
- Web de Sueños de Papel Archivado el 21 de diciembre de 2008 en Wayback Machine.

- Datos: Q5886685